# Mirra Alfassa
Mirra Alfassa (1878 – 1973), més coneguda com "La Mare", fou la companya espiritual de Sri Aurobindo (1872 – 1950). Coneguda per la seva obra i difusió del ioga integral.

## Els primers anys
Mirra Alfassa, nasqué a París el 21 de febrer de 1878, filla de Maurice Alfassa, turc, i de Mathilde Ismalaun, egípcia. En un ambient familiar més aviat pragmàtic i ateu, Mirra des de molt petita va començar a tenir diverses experiències interiors.
El 13 d'octubre de 1897, a l'edat de 19 anys, contrau matrimoni amb Henri Morisset, pintor impressionista amb taller a París per la qual cosa Mirra viurà en els anys següents el món artístic i intel·lectual del París de principis de segle. El seu fill André nasqué el 23 d'agost de 1898.
El 1903 comença a col·laborar en l'edició francesa de "La Revista Còsmica" que dirigeix Max Theon, famós ocultista, al que acompanyarà a Tlemcem (Algèria) entre 1905 i 1906. Sent Alma, dona de Theon, una notable mèdium, per a Mirra una època d'experiències ocultistes així com d'explicació del seu significat.
El 1908 es divorcia d'Henri Morisset i dos anys més tard, el 1910, contrau nou matrimoni amb Paul Richard, advocat, intel·lectual i polític, amb el qual anirà a Pondicherry (Índia) l'any 1914, amb motiu de la celebració d'eleccions generals a França, a l'ésser Pondicherry capital de les colònies franceses a l'Índia i, per tant, districte electoral. A Pondicherry coneixerà a Sri Aurobindo, quedant-se un any en aquesta ciutat. Torna a Europa i l'any 1916 marxa cap al Japó on viurà durant quatre anys, tornant a Pondicherry definitivament el 24 d'abril del 1920.

## Dins l'àixram de Pondicherry
Quan el 1926 Sri Aurobindo es retira de la vida pública, Mirra, a la que tots comencen a conèixer com "La Mare" pren cura de l'àixram fundat per Sri Aurobindo a Pondicherry que ella acabarà d'organitzar. Durant prop de cinquanta anys continuarà al capdavant de l'àixram, dedicant-se a la cura i organització material i espiritual dels seus components. Funda l'"Escola Internacional d'Educació", infonent una nova orientació al sistema educatiu. Durant la Segona Guerra Mundial va compartir amb Sri Aurobindo el decidit suport a la causa aliada. Després de la mort de Sri Aurobindo el 1950, La Mare es feu càrrec en solitari de la direcció i organització de l'àixram fins al moment de la seva mort el 17 de novembre del 1973.

## Obra escrita
La Mare pertany més aviat a una cultura oral i en conseqüència la major part de la seva obra consisteix en recopilacions de converses mantingudes amb els seus deixebles durant la seva vida quotidiana dins l'àixram. Escapen a aquest esquema dues obres: "El Coneixement Suprem" i Prayers and Meditations ("Pregàries i Meditacions"), diari escrit per La Mare entre novembre del 1912 i octubre del 1937.
Les activitats que es desenvolupen a l'àixram sota la seva iniciativa són diverses: Imparteix classes de francès als nens al mateix temps que els explica els fonaments del ioga, el ioga integral, donant lloc a una recopilació titulada Conversations. Així mateix La Mare acostumava a donar flors als deixebles, atorgant a cadascuna d'elles un significat espiritual que posteriorment ha donat lloc a la recopilació titulada Les Flors i els seus Missatges. Destaca entre aquestes recopilacions o transcripcions The Agenda, conjunt de tretze volums que recullen les converses mantingudes amb el seu deixeble Satprem.

## Auroville
Entre els projectes duts a terme per La Mare, destaca la ciutat-laboratori d'Auroville, fundada el 1968, l'experiència de la qual se segueix desenvolupant en l'actualitat.

## Deixebles
L'experiència de la relació de La Mare amb els seus deixebles ha quedat plasmada en diversos escrits, a vegades sota forma de diaris personals, entre els quals poden citar-se: "En aquest mateix terreny", biografia de Nata; "Attempt" ("Intent"), biografia del seu deixeble nord-americà Auroarindam; "The Agenda" ("L'Agenda"), ja citada, de Satprem. Aquest darrer és autor de diversos llibres relacionats amb el ioga de Sri Aurobindo i de La Mare entre els quals destaca "Sri Aurobindo or the Adventure of Consciousness" ("Sri Aurobindo o l'aventura de la consciència").